# Simon (album)
Simon è un album di Bruno Lauzi, pubblicato dalla Numero Uno nell'ottobre del 1973.

## Descrizione
L'album è interamente un omaggio al cantautore statunitense Paul Simon e consiste nell'adattamento in lingua italiana, a cura dello stesso Lauzi, di dieci sue canzoni, sette delle quali scelte dalla carriera da solista e le ultime tre dal repertorio di Simon & Garfunkel. Del duo newyorchese nello stesso periodo Lauzi adattò anche la popolare The Sound of Silence – intitolandola: Il suono del silenzio – ma preferì poi non includerla in questo disco e la cedette poi ad Adriano Pappalardo, il quale due anni dopo la incise per il suo album Mi basta così (1975).

## Tracce
Testi adattati da Bruno Lauzi, musiche di Paul Simon.
Lato A
1. L'America (America) – 3:21
2. Piccolino (St. Judy's Comet) – 3:10
3. Se una donna non va (Something so Right) – 4:27
4. Quanto costa (Run That Body Down) – 3:02
5. Duncan (Duncan) – 4:41

Lato B
1. Canzone italiana (American Tune) – 3:50
2. Storia di due imbecilli (Was a Sunny Day) – 3:05
3. Claudia (Cloudy) – 2:37
4. L'unico che sta a New York (The Only Living Boy in New York) – 3:15
5. Salve Frank Lloyd Wright (So Long, Frank Lloyd Wright) – 3:15

## Formazione
- Bruno Lauzi – voce
- Andrea Sacchi – chitarra elettrica
- Damiano Dattoli – basso
- La Bionda – chitarra acustica
- Gigi Cappellotto – basso
- Gianni Dall'Aglio – batteria

Note aggiuntive
- Gaetano Ria - tecnico del suono
- Edizioni musicali April Music